# Eutrepsia cydonia
Eutrepsia cydonia là một loài bướm đêm trong họ Geometridae.